# Ancien couvent des pénitents de Louviers

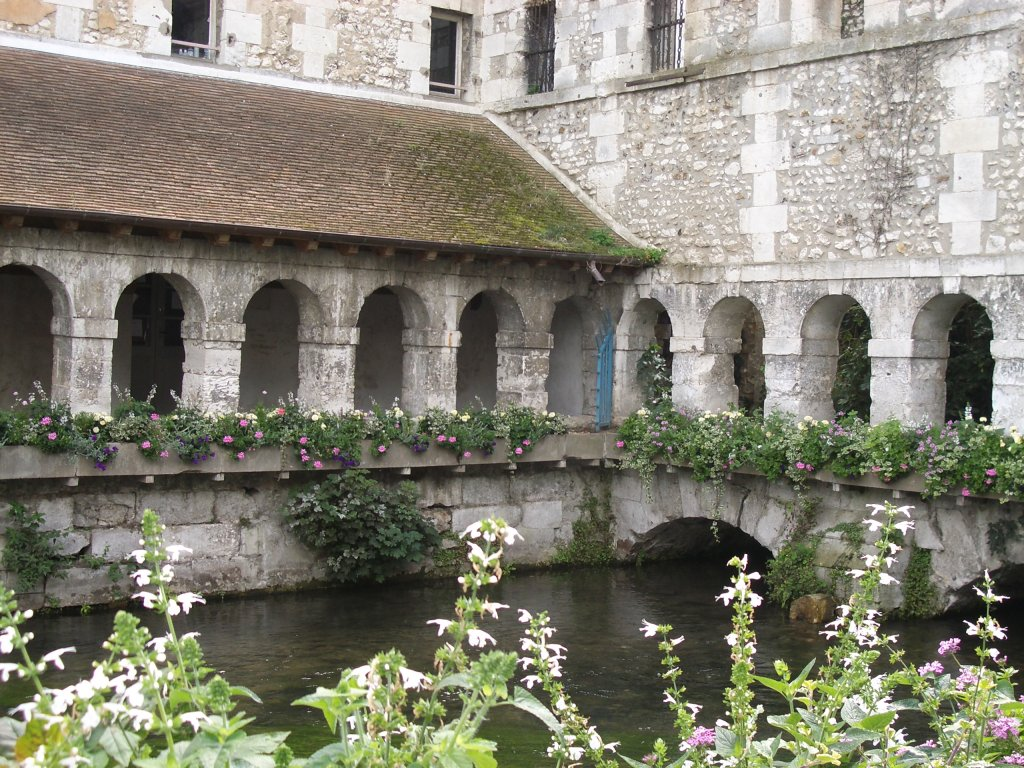
Cloitre des pénitents louviers sur l'eau

 (mai 2025).
L'Ancien couvent des pénitents est un rare exemple de cloitre capucin sur une rivière, en l'occurrence l'Eure. Il se situe à Louviers dans le département de l'Eure en Normandie .

## Localisation

### Une fondation de l'époque moderne
Il se situe au 1 rue des pénitents à Louviers, près de la collégiale de Louviers. Il se compose de deux parties : le cloitre sur l'eau et le couvent proprement dit. Il est un exemple cohérent tant par son architecture que par sa conception symbolique de l'ordre. Il fut tour à tour monastère, prison et lieu culturel.

### Son inscription au monuments historiques
Il est aujourd'hui inscrit au monument historique de France depuis 1994. L'arrêté préfectoral qui en fit un lieu inscrit aux monument historiques est pris le 3 octobre 1994 en vertu de l'article 2 de la loi de 1913 relative au patrimoine bâti. Jusqu'en 2024, il est occupé par l'école de musique et de théâtre de Louviers. Depuis 2025, c'est l'Agglo Seine-Eure qui en reprend la gestion. 

## Son histoire

### AuXVIIIesiècle
Un groupe de moines venu de l'abbaye de Mesnil-Jourdain en 1602 s'installe dans diverses maisons avant de fonder leur propre monastère dans le centre de Louviers en 1646. En 1730, il est mentionné une première fois dans un plan de la ville de Louviers.

### À l'époque contemporaine
En 1792, sous la révolution française, il héberge un tribunal révolutionnaire, puis devient une prison en 1793.
En 1827, sous le règne de Charles X, l'église des pénitents est détruite, puis plus tard, sous le second empire en 1863 à l'époque de Napoléon III, une partie est rasée pour le percement de la rue des pénitents.

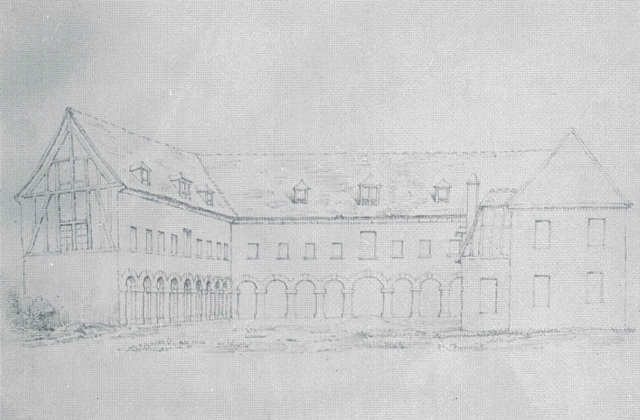
Le couvent des pénitents en 1820, gravure sur papier velin.

En 1888, les archives au XIXe siècle du monastère son déposés à la bibliothèque municipale de Louviers, alors appelée bibliothèque populaire.

## Architecture
Le couvent est dédié à Barbe d'Héliopolis, patronne des sapeurs-pompier.
La configuration du bâtiment n'est pas entièrement d'origine car il a été surélevé par les diverses campagne de restauration au XXe siècle.

### Note et références
1. ↑  Congrès archéologique de France, A. Picard et fils, 1980 (lire en ligne).
2. ↑  Pierre Guillaume François Petit, Histoire de Louviers, Impr. Delahaye, 1877 (lire en ligne).
3. ↑  « Édifice religieux - CLOÎTRE DES PÉNITENTS - Louviers », sur petitfute.com (consulté le 16 mai 2025).
4. ↑  Collectif, Les récollets: En quête d'une identité franciscaine, Presses universitaires François-Rabelais, 17 octobre 2018 (ISBN 978-2-86906-582-6, lire en ligne).
5. ↑  « Ancien couvent des Pénitents, puis prison, puis école de musique », notice no PA00132693, sur la plateforme ouverte du patrimoine, base Mérimée, ministère français de la Culture.
6. ↑  https://www.eure.gouv.fr/contenu/telechargement/29435/195569/file/Louviers%20Couvent%20des%20Penitents.pdf
7. ↑  Didier Rykner, « Bruno Decaris sévit encore : le couvent des Pénitents à Louviers », sur La Tribune de l'Art, 10 avril 2014 (consulté le 16 mai 2025).
8. ↑  Cartulaire de Louviers: Documents historiques originaux, Leclerc, 1883 (lire en ligne).
9. ↑  « Couvent de Pénitents Sainte-Barbe », notice no IA00019071, sur la plateforme ouverte du patrimoine, base Mérimée, ministère français de la Culture.
10. ↑  Paul Dibon, Essai historique sur Louviers, Periaux, 1836 (lire en ligne).
11. ↑  Société d'études diverses de l'arrondissement de Louviers, Bulletin de la Société d'études diverses de l'arrondissement de Louviers, Imp. E. Izambert., 1899 (lire en ligne).
12. ↑  Jean-Michel Chaplain, La chambre des tisseurs: Louviers, cité drapière, 1680-1840, Editions Champ Vallon, 1984 (ISBN 978-2-903528-40-9, lire en ligne).
13. ↑  Louis Paris et Ulysse Robert, Le Cabinet historique: moniteur des bibliothèques et des archives, Au bureau du Cabinet historique, 1882 (lire en ligne).
14. ↑  Géraldine Bouchet-Blancou et Didier Mignery, La surélévation des bâtiments: Densifier et rénover à l'échelle urbaine, Le Moniteur, 11 janvier 2023 (ISBN 978-2-281-14609-7, lire en ligne).